# Textura sonora
Una textura sonora puede definirse como un sonido casi aleatorio que tiene un comportamiento en el tiempo periódico o estocástico. Semánticamente no lleva un mensaje complejo al receptor, pero si ofrece información relevante del entorno. El caer de la lluvia, el movimiento de las hojas con el viento, el sonido que producen las corrientes fluviales o incluso, el sonido de los insectos reunidos en masa, son manifestaciones naturales que se consideran texturas sonoras.
Saint-Arnaud y Popat en Analysis and Synthesis of Sound Textures  definen que sonidos pueden considerarse una textura Sonora, a partir de dos restricciones: 
La primera es que para considerar un sonido una textura este debe mostrar características similares a lo largo del tiempo. Un fragmento pequeño de una textura no debe ser significativamente diferente de otro fragmento de una textura sonora. Pueden tener estructura local y aleatoriedad pero las características de la estructura base deben permanecer constantes a gran escala.
Arnaud y Popat proponen una visión atómica del sonido concentrando la investigación en dos niveles: 
- el nivel inferior, la extracción de los átomos sonoros de la textura a estudiar
- y el nivel superior, la distribución en el tiempo de estos átomos extraídos. Esta distribución en el tiempo de los átomos extraídos evidencia una distinción importante. La forma como se distribuyen los átomos sonoros puede ser periódica o estocástica.[6]

Esta observación lleva a la segunda restricción: la distribución de los átomos debe poder verse claramente en una muestra de pocos segundos de la textura sonora a sintetizar. Lo que permitirá la caracterización de las texturas a partir de una muestra minúscula de pocos segundos.
Las texturas sonoras pueden considerarse un conjunto de elementos sonoros extructurales, que se repiten de manera aleatoria en el tiempo, que tienen un orden relativo, preservando una coherencia temporal. Otros autores entienden estos elementos sonoros estructurales como micro eventos, que pueden tener características estables a lo largo del tiempo.